# Vuisternens-devant-Romont
Vuisternens-devant-Romont (toponimo francese; in tedesco Winterlingen bei Remund, desueto) è un comune svizzero di 2 287 abitanti del Canton Friburgo, nel distretto della Glâne.

## Storia
Il 1º gennaio 2003 ha inglobato i comuni soppressi di Estévenens, La Joux, La Magne, Les Ecasseys, Lieffrens, Sommentier e Villariaz e il 1º gennaio 2004 quello di La Neirigue.

## Monumenti e luoghi d'interesse
- Chiesa cattolica della Natività, attestata dal 1228 e ricostruita nel 1553 e nel 1815-1825[1].

## Società

### Evoluzione demografica
L'evoluzione demografica è riportata nella seguente tabella:
Abitanti censiti

## Geografia antropica
Le frazioni di Vuisternens-devant-Romont sono:
- Estévenens[3]
- La Joux[4]
- La Magne[5]
- La Neirigue[6]
- Les Ecasseys[7]
- Lieffrens[8]
- Sommentier[9]
- Villariaz[10]

## Infrastrutture e trasporti
Vuisternens-devant-Romont è servito dall'omonima stazione sulla ferrovia Bulle-Romont.

## Amministrazione
Ogni famiglia originaria del luogo fa parte del comune patriziale che ha la responsabilità della manutenzione di ogni bene comune.